# Warschauer Mathematikerschule
Die Warschauer Mathematikerschule war neben der Krakauer und der Lemberger Mathematikerschule eine der drei Zentren der sogenannten polnischen Mathematikerschule.
Die Warschauer Mathematikschule wurde in den Jahren 1915–1939 von folgenden Mathematikern vertreten:
- Karol Borsuk (1905–1982)
- Samuel Eilenberg (1913–1998; zusammen mit Saunders MacLane gilt er als Begründer der Kategorientheorie)
- Zygmunt Janiszewski (1888–1920)
- Kazimierz Kuratowski (1896–1980)
- Stanisław Leśniewski (1886–1939)
- Stefan Mazurkiewicz (1888–1945)
- Stanisław Saks (1897–1942)
- Wacław Sierpiński (1882–1969; herausragende Beiträge zur Mengenlehre (Untersuchungen zum Auswahlaxiom und zur (verallgemeinerten) Kontinuumshypothese), Zahlentheorie, Funktionentheorie und Topologie)

Diese Mathematiker arbeiteten an der Universität Warschau und an der Technischen Universität Warschau. Schwerpunkte ihrer Arbeit bildeten Mengenlehre und Topologie. 